# Pamela Liebeck
Pamela Liebeck (née Lawrence; Bromley, 11 de julho de 1930 – 3 de julho de 2012) foi uma matemática e educadora matemática britânica, autora de dois livros sobre matemática.

## Vida
Liebeck nasceu em Bromley em 11 de julho de 1930, cresceu em Surrey e estudou matemática no Somerville College da Universidade de Oxford a partir de 1949. Em Oxford também jogou nas equipes de críquete e tênis. Após estudos adicionais na Universidade de Cambridge, tornou-se professora de matemática. Seu marido Hans Liebeck também era um estudante de matemática de Oxford; eles se conheceram através de um amor compartilhado por tocar música de câmara, casaram-se em 1953 e se mudaram em 1955 para a Universidade da Cidade do Cabo, na África do Sul, onde Liebeck lecionava matemática em meio período enquanto criava dois filhos e estudava música.
Em 1961 Liebeck e seu marido voltaram para a Inglaterra. À medida que seus (agora três) filhos cresceram o suficiente, ela voltou a lecionar, primeiro na Madeley College of Education em Newcastle-under-Lyme (eventualmente parte da Staffordshire University) e depois na Universidade de Keele, onde seu marido trabalhava depois do retorno para a Inglaterra.
Seu filho, Martin Liebeck, tornou-se professor de matemática no Imperial College London.
Morreu em 3 de julho de 2012.

## Livros
Liebeck escreveu dois livros sobre matemática:
- Vectors and Matrices (Pergamon, 1971)[5]
- How Children Learn Mathematics: A Guide for Parents and Teachers (Penguin, 1984)[6]